# 역으로 가는 길을 알려줘
《역으로 가는 길을 알려줘》(일본어: 駅までの道をおしえて, 영어: Show Me the Way to the Station)는 2019년에 개봉한 일본의 드라마 영화이다.
 하시모토 나오키가 감독과 각본을 맡았다.
 일본은 2019년 10월 18일에 대한민국은 2022년 2월 17일에 개봉되었다.

## 출연진

### 주연
- 닛츠 치세 - 사야카 역
- 오이다 요시 - 후세 코타로 역
- 아리무라 카스미 - 10년후의 사야카 역

### 조연
- 사카이 마키 - 사야카의 엄마 역
- 타키토 켄이치 - 사야카의 아빠 역
- 하다 미치코 - 사야카의 큰 엄마 역
- 마키타 스포츠 - 사야카의 큰 아빠 역
- 사토 유타로 - 코이치로 역
- 요 키미코 - 간호사 역
- 에모토 아키라 - 동물병원 원장 역
- 이치게 요시에 - 사야카의 할머니 역
- 시오미 산세이 - 사야카의 할아버지 역